# Строльман, Андрей Петрович
Андрей Петрович Строльман (1867, Сандомир — 1920, Барнаул) — управляющий Алтайской губернии Российского государства 1918—1920 годов.

## Биография
Поисходил из дворян Херсонской губернии.
Родился 19 (31) августа 1867 года в Сандомире. Окончил Ананьевскую гимназию и юридический факультет Новороссийского университета с дипломом 1-й степени.
В 1896 году окончил военно-училищные курсы Киевского пехотного юнкерского училища по I разряду. С  12 августа 1896 года — подпоручик 57-го Модлинского пехотного полка, но уже 27 ноября 1897 года уволился в запас. С 1898 года служил помощником податного инспектора в Шадринском уезде Пермской губернии; с 15 декабря 1898 года — крестьянский начальник в Канском уезде Енисейской губернии. Затем был крестьянском начальником в Барнаульском и Бийском округах Томской губернии; имел чин статского советника.
С 20 октября 1917 до марта 1918 года и в июне—декабре 1918 года занимал должность бийского городского головы; 9 августа 1918 года по рекомендации Барнаульского уездного земского собрания был назначен барнаульским уездным комиссаром, но в должность не вступил. Указом Временного Сибирского правительства от 1 ноября 1918 года был назначен алтайским губернским комиссаром. С 23 декабря 1918 по 16 августа 1919 года был управляющим Алтайской губернии Российского правительства А. В. Колчака. После отставки жил в Барнауле, на Троицкой улице (д. 52) с женой Софьей Алексеевной (урожд. Семаго) и двумя детьми.
После восстановления в Бийске советской власти дважды — 15 декабря 1919 и 7 января 1920 — подвергался арестам.
Постановлением коллегии Алтайской губчека от 6 февраля 1920 года был приговорен к высшей мере наказания «за укрепление власти Колчака, создание отрядов особого назначения для борьбы с крестьянством и рабочими»; 9 февраля 1920 года в Барнауле был расстрелян
Реабилитирован прокуратурой Алтайского края 17 марта 1996 года. и . Реабилитирован в 1996 году.
Имел награды: ордена Св. Анны 3-й степени, Св. Станислава 2-й и 3-й (1902) степеней.